# Giorgio Bontempi
Giorgio Bontempi (Como, 21 ottobre 1926) è un giornalista, sceneggiatore, regista e produttore cinematografico italiano.

## Biografia
Comasco trapiantato a Roma, si iscrisse all'albo dei giornalisti il 5 giugno 1951, collaboratore di Paese Sera, Tempo illustrato, L'Express, Le Nouvel Observateur come giornalista politico e critico cinematografico.
Quando scoppiò la rivoluzione ungherese del 1956, «Paese sera» lo inviò a Budapest assieme all'inviato speciale de Il Paese Paolo Pardo: allontanato dal partito, secondo Giorgio Rossi "fu uno dei pochi giornalisti comunisti che scrisse la verità". In sostanza, fu dalla parte di coloro che ritenevano che si trattasse di una rivolta in chiave comunista contro lo stalinismo e il socialismo reale in atto, ma in nome delle idealità socialiste. Tali conclusioni a quel tempo furono condivise tanto da Indro Montanelli e da Marcello Staglieno che da altri inviati italiani di giornali militanti in palese disaccordo col PCI, come Sergio Perucchi (Vie Nuove), Bontempi di «Paese Sera» e Alberto Jacoviello de l'Unità. 
Più tardi, Bontempi diverrà un noto corrispondente da Parigi. 
Nel 1959 si occupò della sceneggiatura del film Il raccomandato di ferro. Pubblicò, in sei parti, una lunga intervista rilasciata da Filippo Naldi sul Paese, nei giorni dal 12 al 17 gennaio 1960. Spesso è ricordata una sua intervista a Luchino Visconti. Nel 1963 collaborò alla stesura del film Questo mondo proibito, diretto da Fabrizio Gabella, firmato Giovanni Bontempi, presumibilmente per opportunità nome di comodo dello stesso autore.
Messo da parte il giornalismo, nel 1968 esordì al cinema come regista in un road movie dal titolo Summit, scritto in collaborazione con Genevieve Dormann e Umberto Guidotti, irritando i giornalisti che non si riconobbero nel collega raffigurato da Gian Maria Volonté, personaggio sostanzialmente autobiografico. Lo stesso attore, per contrasti con Bontempi, volle essere doppiato. Per altri si tratterebbe di un lavoro "profetico sulla sorte dell'Est", se non altro "dal forte sapore polemico e autocritico, ancora incerto nella forma, ma non privo di pagine efficaci". Di parere contrario è Marco Giusti per Dagospia che lo definisce "disastroso". Fu in concorso alla 29ª edizione della Mostra internazionale d'arte cinematografica di Venezia per scelta di Luigi Chiarini, accanto ad altri giovani registi, come Carmelo Bene (Nostra Signora dei Turchi), Gian Vittorio Baldi (Fuoco!) e Nelo Risi (Diario di una schizofrenica), rispondendo in tal modo ai soliti contrasti interni della sinistra italiana, in particolare contro l'ANAC (Associazione nazionale autori cinematografici).
Cinque anni dopo, nel 1973, uscirà il suo secondo film, Contratto carnale, con le musiche di Riz Ortolani e la fotografia di Erico Menczer, giudicato di minore spessore artistico: gli attori Enrico Maria Salerno, George Hilton, Franco Giornelli, Yanti Somer, Anita Strindberg facevano parte del cast.
Nel 1982 diresse Notturno con Tony Musante – prodotto in una doppia versione –, lungo film destinato alla televisione pubblica RAI (in onda soltanto nel 1986, su Rai Uno, in sette parti, dal 4 febbraio al 18 marzo), precedentemente uscito al cinema e debitamente ridotto.

## Filmografia

### Regista
- Summit (1968)
- Contratto carnale (1973)
- Notturno (1982)

### Sceneggiatore
- Il raccomandato di ferro, regia di Marcello Baldi (1959)
- Questo mondo proibito, regia di Fabrizio Gabella (1963) (come Giovanni Bontempi)
- L'allegro marciapiede dei delitti (Rue du Pied-de-Grue), regia di Jean-Jacques Grand-Jouan (1979)